# Sparganothini
Los esparganotinos (Sparganothini) son una tribu de lepidópteros ditrisios de la familia Tortricidae.

## Géneros
- Aesiocopa
- Amorbia
- Amorbimorpha
- Anchicremna
- Circanota
- Coelostathma
- Lambertiodes
- Niasoma
- paramorbia
- Paramorbia
- Platynota
- Rhynchophyllis
- Sparganocosma
- Sparganopseustis
- Sparganothina
- Sparganothis
- Sparganothoides
- †Spatalistiforma
- Syllonoma
- Synalocha
- Synnoma